# Videregående skole
Videregående skole er den del af grunduddannelsen i Norge som bygger videre på grunnskolen. Den har tre klassetrin.
Alle unge mellem 16 og 19 år har ret til et af de tre alternative grundkurser (studieretninger) som de har søgt ind på, og til to års videre oplæring som bygger på grundkurset. Alle har ret til tre års videregående oplæring spredt ud over en femårsperiode.
| Skole | Spire Denne artikel om en skole, en uddannelsesinstitution eller uddannelse er en spire som bør udbygges. Du er velkommen til at hjælpe Wikipedia ved at udvide den. |